# КК Панелефсинијакос
КК Панелефсинијакос (грч. Πανελευσινιακός Α.Ο.Κ.) је грчки кошаркашки клуб из Елефсине. У сезони 2016/17. се такмичи у Другој лиги Грчке.

## Историја
Спортско друштво Панелефсинијакос је основано 1931. године а кошаркашки клуб је основан 1969. Играли су у нижим ранговима све до 2012. када су изборили пласман у Прву лигу Грчке. Након само три сезоне испали су и од сезоне 2015/16. чланови су другог ранга.

## Познатији играчи
- Френк Робинсон
- Никола Марковић